# 圣米格尔湾

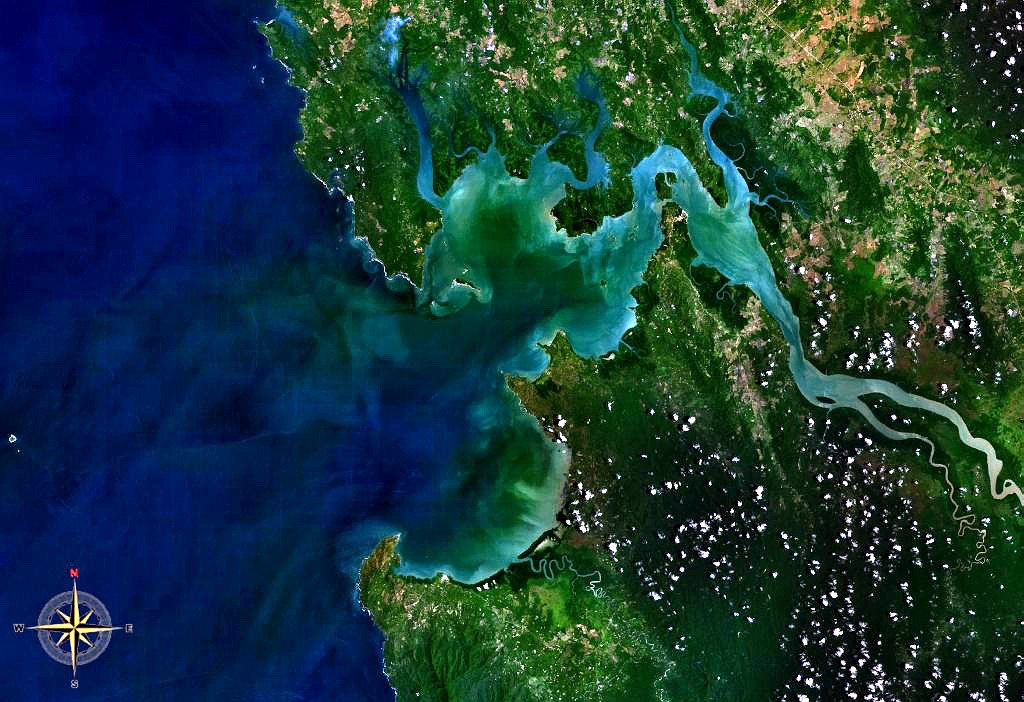
从太空中瞭望圣米格尔湾

圣米格尔湾（西班牙語：Golfo de San Miguel）位于巴拿马东部的达连省，是太平洋的一部分。流过达连省的图伊拉河注入此湾。湾区位于8°19′10″N 78°18′31″W / 8.3194444°N 78.3086111°W。湾区最南端是Garachina岬，最北端是San Lorenzo角（又被称作Gardo岬）。